# José Luis Barrado
José Luis Barrado  (Bragado, Provincia de Buenos Aires; 5 de febrero de 1948 - Bragado, Provincia de Buenos Aires; 11 de marzo de 2020) fue un futbolista argentino. Se desempeñó en la posición de delantero.

## Trayectoria
Comenzó integrando el juvenil equipo de Sportivo Olascoaga, que causaba asombro en los primeros años de la década del 60 en el fútbol local. Fue el principal artífice de la primera conquista del equipo "tambero" en la Liga Bragadense, acontecida en 1964, con tan solo 16 años.
Luego del campeonato obtenido, tuvo pruebas en Ferro Carril Oeste, donde su rendimiento fue muy bueno, pero posteriormente también surgió la posibilidad de Independiente, que quería tenerlo en sus filas. Finalmente, fue fichado por el equipo de Avellaneda, donde comenzó a jugar en la Quinta División y prontamente lo ascendieron a la Tercera. Con sus goles se ganó un lugar en la Reserva, que en aquella época se armaba con muy buenos jugadores. Figuró en una lista de buena fe de la Copa Libertadores, pero con 20 años de edad, quería su oportunidad en Primera, pero el "Rojo" tenía una delantera casi inamovible, con Raúl Bernao, Osvaldo Mura, Raúl Savoy, Mario Rodríguez, entonces creyó que era el momento de buscar otros horizontes.
Un intermediario intentó ubicarlo en el fútbol de España, en el Elche, pero no pudo ser debido a un problema de último momento. 
Tras no tener oportunidades en Independiente, en 1967 decide irse a Olimpo, donde permaneció durante 10 años, se convirtió en ídolo del club y vivió sus mejores momentos futbolísticos. Allí jugó el Torneo Regional 1967, donde el "Aurinegro" cayó en la ronda final ante San Lorenzo de Mar del Plata, quedando a un paso de la clasificación a la antigua Primera División, en ese entonces llamada Torneo Nacional. El llegar a esta instancia le permitió disputar el Torneo Promocional 1967, donde jugó frente a 4 equipos provenientes de la máxima categoría del fútbol argentino: Gimnasia de La Plata, Huracán, Colón y Banfield. En dicho torneo le convierte 3 goles a Juventud Alianza en la victoria por 4-1, y Olimpo finaliza en la sexta posición. Al año siguiente, fue campeón de la Liga del Sur 1968, su primer título en la institución, donde fue goleador con 14 tantos convertidos. Dicha consagración le permitió disputar el Torneo Regional 1969. Allí nuevamente San Lorenzo de Mar del Plata le quitó la posibilidad de clasificar al Torneo Nacional en la ronda final, pero su posición le permitió jugar por una quinta plaza con los demás perdedores de dicha ronda, donde en semifinales, luego de empatar por 2-2 y por 3-3 en la tanda de penales ante Desamparados, fue eliminado insólitamente por el lanzamiento de una moneda. En la Liga del Sur de 1974 fue una de las figuras del torneo, tras convertir 12 tantos en solo 11 partido jugados.
Ese mismo año reforzó a Puerto Comercial para disputar el Torneo Regional de ese año, donde disputó 6 partidos y convirtió 4 goles: 2 a Santamarina y otros 2 a Atlético Paraná de San Nicolás. En dicho torneo, los "Portuarios" lograron la clasificación al Torneo Nacional, luego de vencer a Jorge Newbery de Junín.
Luego retornó a Olimpo, y en 1976 volvió a ser campeón de la Liga del Sur, siendo el goleador, anotando 11 tantos.  Esto le permitió disputar el Torneo Regional 1977, donde el "Aurinegro" fue eliminado en la tercera etapa, tras caer en los penales ante Santamarina. En 1977 se despide del club ganando nuevamente la liga local.
En sus 10 años en Olimpo se convirtió en el sexto goleador histórico del club, con 85 tantos. Fue 9 veces goleador de la Liga del Sur, además integró casi todas las selecciones de dicha liga. La fama de sus goles llegaba a los clubes capitalinos y querían llevárselo, pero el "Aurinegro" nunca quiso desprenderse de él, teniendo que pagarle muy bien para tal fin. Se ganó el reconocimiento de César Menotti, que cuando armaba equipos de selección del interior, se fijó en él y cuentan que Ángel Labruna lo pidió para el River del 75.
En 1978 se va al Club La Niña, donde fue campeón en el Torneo Clausura de la Liga Nuevejuliense de ese mismo año.
A sus 32 años, es refuerzo de Colón de Chivilcoy, club en el que fue campeón en 1980 y 1983 de la Liga Chivilcoyana.
En 1982 disputó el Torneo Regional para Florencio Varela de Chivilcoy.
En 1983 retornó al fútbol de Bragado, en este caso, al Club Acería Bragado, donde permaneció durante 2 temporadas.
En 1985, vuelve a La Niña, donde se dio el gusto de jugar en Primera con su hijo Adrián, en ese entonces de 15 años, y su sobrino Norberto.
Ya en sus últimos años como jugador, retornó a Acería Bragado en 1987, y en 1988 tuvo un paso por Juventus Juniors de Bragado, donde finalmente decidió retirarse del fútbol.
Fue un delantero fuerte, encarador, de buen remate y clara vocación goleadora. Se movía con llamativa facilidad, tanto por el centro como por cualquiera de las dos puntas del ataque. Es recordado como uno de los más grandes goleadores que dio el fútbol de Bragado, que si bien no llegó a trascender en el mayor nivel futbolístico de Argentina, su fama alcanzó ribetes extraordinarios en la faz provincial.

## Clubes
| Club               | País      | Año       |
| ------------------ | --------- | --------- |
| Sportivo Olascoaga | Argentina | 1964      |
| Independiente      | Argentina | 1965-1966 |
| Olimpo             | Argentina | 1967-1974 |
| Puerto Comercial   | Argentina | 1974      |
| Olimpo             | Argentina | 1975-1977 |
| La Niña            | Argentina | 1978-1979 |
| Colón (C)          | Argentina | 1980-1982 |
| Florencio Varela   | Argentina | 1982      |
| Colón (C)          | Argentina | 1983      |
| Acería Bragado     | Argentina | 1983-1985 |
| La Niña            | Argentina | 1985-1987 |
| Acería Bragado     | Argentina | 1987      |
| Juventus Juniors   | Argentina | 1988      |